# 이유애린
이유애린(본명: 이혜민, 李惠敏 , 1988년 5월 3일 ~ )은 대한민국의 모델, 가수이다.
174cm 43kg 허리둘레 23.2인치 체지방률 17.2%
캘빈클라인 분홍색 속옷을 착용하였다.

## 생애
이유애린은 2007년 동덕여자대학교 모델과에 입학하였다. 이유애린은 2007년 9월 18일 서울특별시 신라호텔에서 개최한 제1회 포드 슈퍼모델 오브 더 월드 코리아 본선에 참가하였으나, 입상에는 실패하였다. 이유애린은 2008년 6월 18일 서울특별시 SBS 등촌홀에서 개최한 2008 SBS 슈퍼모델 선발대회에 참가하여 예선을 통과하였고, 9월 19일 경상남도 거제시 종합운동장에서 개최한 2008 SBS 슈퍼모델 선발대회 본선에서 입상에는 실패하였지만 TOP11에 선정되었다.

## 학력
- 리라초등학교 (졸업)
- 신동중학교 (졸업)
- 세화여자고등학교 (졸업)
- 동덕여자대학교 모델과[5] (졸업)

## 음반 목록
- 2017: Doong Doong (With. 문현아)

## 음반 외 활동 목록

### 드라마
- 2013년 tvN 《응답하라 1994》 - 7회 성나정의 친구 역 (특별출연)

### 예능
- 2008: SBS 《슈퍼모델 선발대회》 - TOP11
- 2015: tvN 《SNL 코리아 시즌6》 - 29회 게스트

### 광고
- 2004: 두산건설 - We've
- 2009: AIA 증권
- 2011: 웅진플레이도시 (나인뮤지스 멤버였던 이샘, 문현아와 함께 출연)

### 화보 및 패션쇼
- 2007: 서울컬렉션 서승희, 최창호, 박윤정 신진디자이너 패션쇼 모델
- 2008: 로베르토까발리, 아디다스 패션쇼 모델
- 2009: 마이제이콥스 향수 론칭쇼 모델
- 2009: 서울컬렉션 황제복, 김시양, 이종훈, 박춘무, 김철웅, 앙드레 김 패션쇼 모델